# Reichsvogtei de Kaysersberg
El Reichsvogtei de Kaysersberg estaba subordinado al Landvogtei de Haguenau y representaba al Emperador o a los propietarios de la hipoteca del mismo (Pfandbesitzer) en las tres ciudades imperiales de Kaysersberg, Münster im Gregoriental y Türckheim. Allí ejercía el Reichsvogt con el apoyo de sus funcionarios (Schultheißen) la baja y alta justicia (Gerichtsbarkeiten). Antiguas familias nobles del sur de Alemania fueron investidas con este cargo. Cuando el señor tenía un rango más alto, como los Príncipes electores del Palatinado o el archiduque Fernando, conde del Tirol y Austria Anterior, entonces elegían a sus lugartenientes ya sea en estas Casas o en la nobleza local. El cargo fue ejercido por largos períodos por el heredero varón de una familia noble. La única excepción fue Helene Eleonore von Schwendi en el turbulento siglo XVII. Después de la Paz de Westfalia, el Reichsvogtei pasó a la Corona de Francia y fue disuelto durante la Revolución francesa.

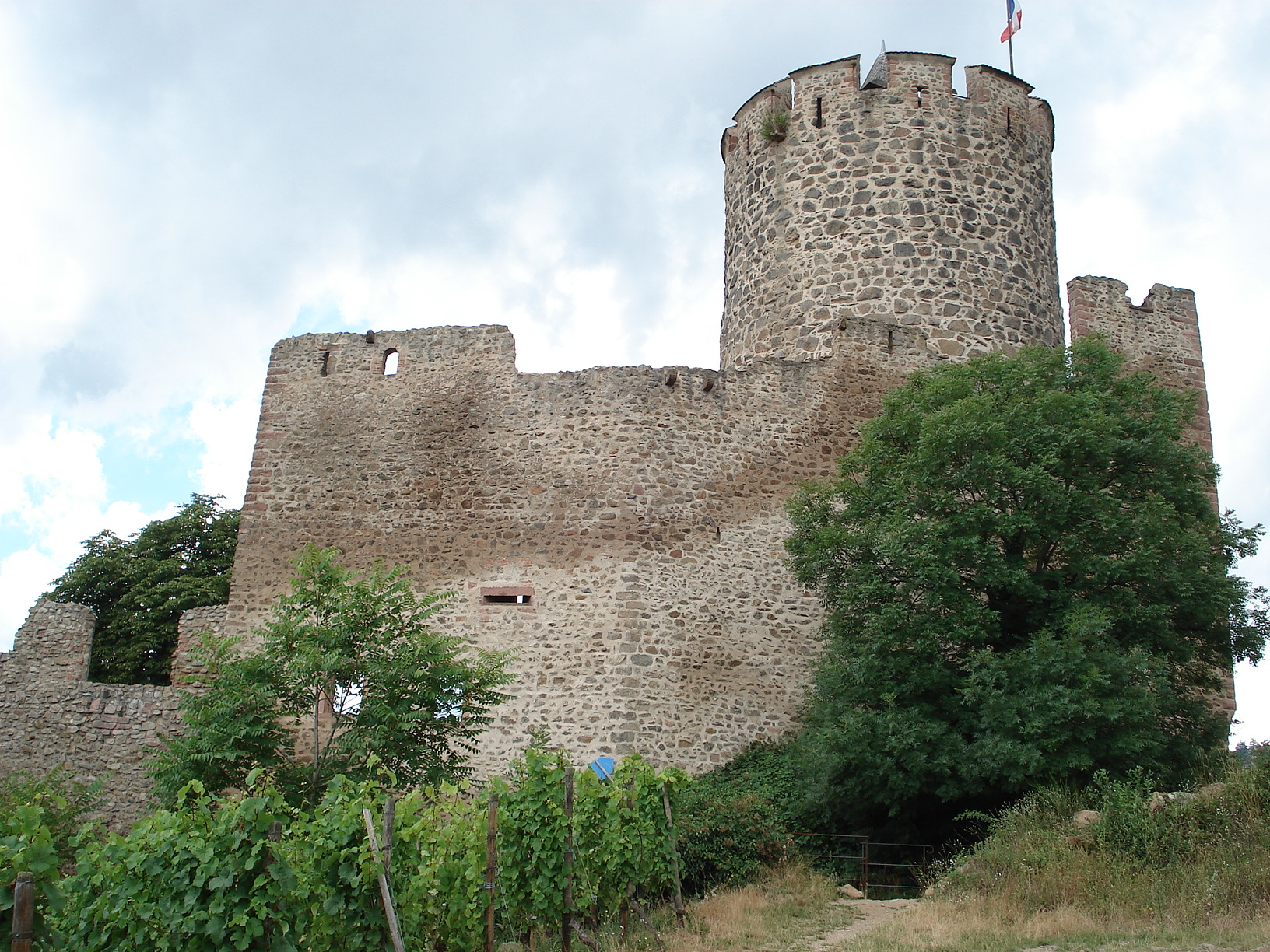
El castillo de Kaysersberg

## Historia del Reichsvogtei
El Landvogt de Alsacia tenía bajo sus órdenes a los Vögte particulares y los Schultheißen de las ciudades y castillos imperiales; tales eran las de Hagenau, Colmar, Schlettstadt, Weißenburg, Landau, Oberehnheim, Rosheim, Münster im Sankt Gregorienthal, Mülhausen (hasta 1515), Kaysersberg y Türkheim. El Reichsvogtei de Kaysersberg era el primero de todos, porque la autoridad del Vogt se extendía sobre tres ciudades fortificadas y dos castillos.
Cuando el emperador Federico II tomó las armas contra el Duque de Lorena, Albin Wolfell, Landvogt imperial de Alsacia, construyó un castillo sobre una montaña bastante elevada, colocó a sus pies una ciudad fortificada y les dio el título de Cæsareum castrum, Kaysersburg, castillo imperial. El suelo sobre el cual se levanta Kaysersberg pertenecía a los señores de Horburg y Rappoltstein. Enrique, Rey de Romanos, hijo de Federico II, compró a estos señores, en 1226, por 250 marcos todos los derechos que reconocían tener sobre el castillo de Keisersperg y sobre el suburbio situado alrededor de dicho castillo, que se convirtieron en dominios del Imperio. Hacia el final del reinado de Federico II, el Papa Inocencio IV y el anticésar Guillermo confiaron la custodia del Reichsvogtei a Mateo II, duque de Lorena, en virtud de un tratado firmado en Estrasburgo, el día de San Jorge, en 1248. Por este acto, Mateo prometió entre otras cosas: «custodiar de buena fe el castillo de Kaysersberg, que pertenece al Imperio, ocuparlo durante cinco años o más, si el cardenal (legado papal) así lo dice, y mantenerlo como se había convenido entre él y el Rey». A la expiración de uno u otro de los términos, restituiría libremente y de una manera absoluta dicho castillo al señor Rey. 
El emperador Rodolfo I también se preocupó activamente por la custodia del castillo. El castillo, notable por su alta torre, dominaba una roca dura que hacía fácil la defensa y permitía que la vista se extendiera hasta el Rin. 

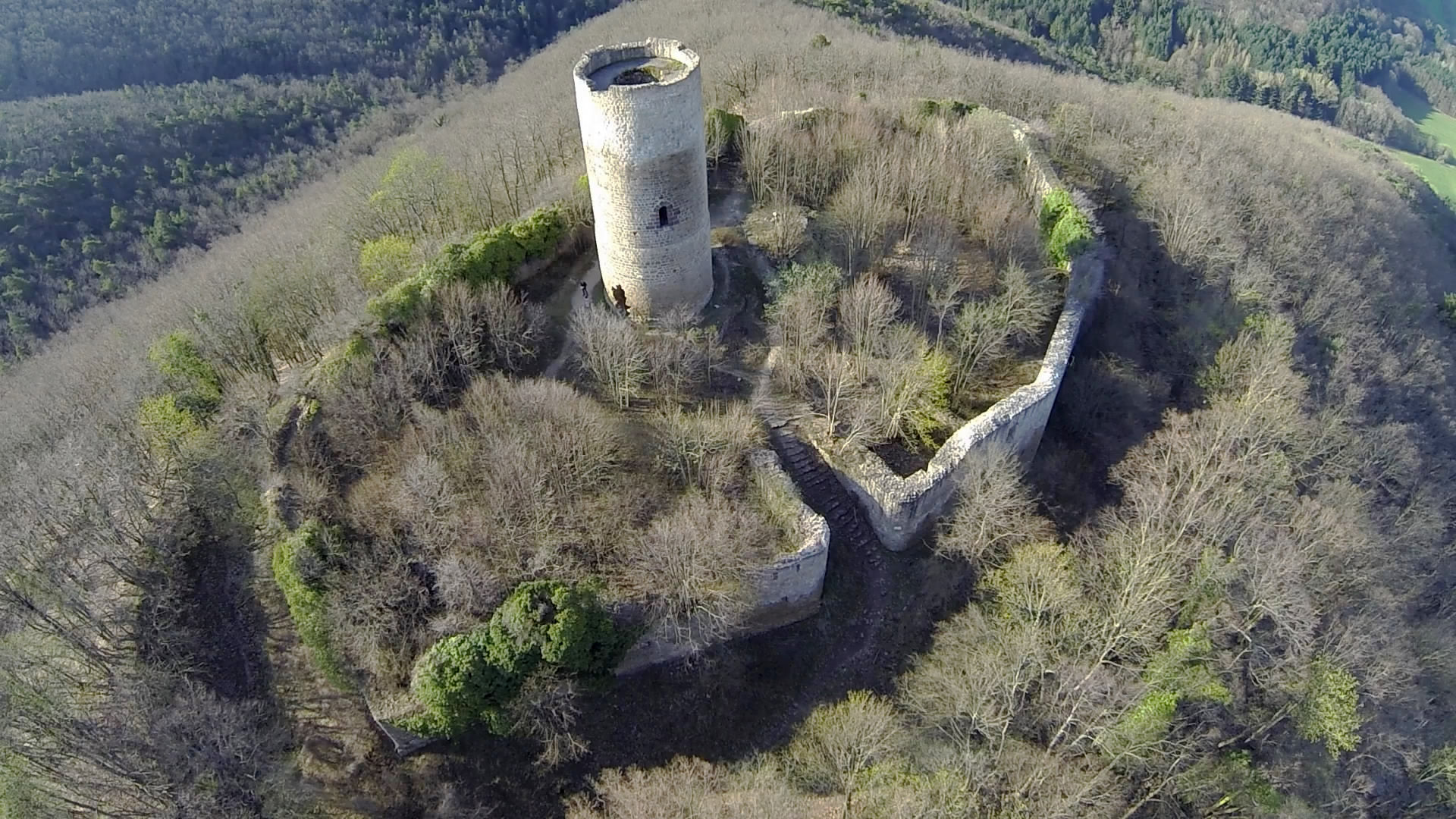
Ruinas del castillo de Pflixburg

En 1298, el emperador Adolfo cedió a un noble de Üsenberg, a cambio del castillo de Kenzingen, los derechos del Imperio, no sobre Kaysersberg, sino en otra parte del Vogtei de este castillo, a saber, sobre el castillo de Pflixburg y el valle de San Gregorio.
En 1336, el caballero de Steinung administraba en nombre Juan I, rey de Bohemia, el Reichsvogtei de Kaysersberg, que incluía entonces el castillo de Pflixburg.
Tres años después, Hanneman von Hattstatt era el Vogt particular de Münster.
El 12 de junio del mismo año 1336, el emperador Luis de Baviera prometió darle al Elector palatino Rodolfo II, en carácter de prenda por 6.000 Pfund Heller la ciudad y el castillo de Kaysersberg, así como el Landvogtei de Alsacia, y le concedió en propiedad el bosque de Haguenau hasta que pudiera recomprar la hipoteca.
En 1349, Burkard Münch von Basel tenía Kaysersberg, Pflixburg, el valle de Münster y Türckheim, como garantía de un préstamo de 1.000 marcos de plata. Así que Carlos IV concedió al mismo palatino Rodolfo el derecho de recompra. En 1357, Rodolfo, duque de Austria, ocupaba Kaysersberg, al mismo tiempo que el Landvogtei, pero no sabemos quien administraba esta ciudad en su nombre; no hay rastro de los Vögte de Kaysersberg durante el resto del siglo XIV, bajo los reinados de Carlos IV y Wenceslao.
En 1400, Jakob Lerch von Dirmstein, Vogt de Kaysersberg, llegó a un entendimiento con Friedrich von Hattstatt, Landvogt austríaco, para terminar un conflicto que había surgido entre los duques de Austria y la ciudad de Türckheim, sobre los extranjeros que se habían establecido en esta última.

### Período Palatino
Más tarde, los Palatinos fueron los amos del Reichsvogtei de Kaysersberg, como lo eran del Landvogtei. Ellos instituyeron a los vicarios de la magistratura, entre los cuales se cuenta como primer Vogt o vicario de Kaysersberg:
Hans von Königsbach, llamado Nagel, quien asistió a la sentencia dada por el Elector Luis en la causa entre Leopoldo, duque de Austria, y Smassmann (Maximin I), señor de Rappoltstein, en 1409.
En 1416, Heinrich von Gertringen fue uno de los árbitros nombrados entre la abadía y la ciudad de Münster. El mismo era aún Vogt ocho años después.
En 1458, Kaspar Beger, caballero.
En 1463, Georg von Landsberg, escudero, era Vogt de Kaysersberg; fue muerto por la espada de Wilhelm von Hattstatt, delante de la ciudad de Egisheim. El resultado fue que el pueblo de Woll, cerca del valle de Sankt Amarin, que pertenecía en parte a los Hattstatt, fue quemado por los Landsberg.
Georg tuvo por sucesor a Hans von Landsberg, caballero.
En 1494, Heinrich von Rathsamhausen, caballero, hizo corroborrar por el senado de Kaysersberg una transacción, concluida el año anterior, acerca de los extranjeros que llegaban a Winzenheim y Niedermorschweier.
Hacia el mismo tiempo, el Reichsvogtei fue dado en carácter de prenda por el Elector palatino a Lütelmann von Rathsamhausen por 1.700 Gulden.

### Transmisión a la Casa de Austria
Por el mismo motivo pasa, hacia fines de septiembre de 1504, a las manos de Jakob von Hattstatt. Pero la guerra sobrevino entre Maximiliano I y el Elector Felipe, el Reichsvogtei de Kaysersberg cayó, el mismo año otra vez, con el Landvogtei en poder del Emperador y de la Casa de Austria.
En 1507, Maximiliano I, lo otorga en carácter de prenda por 2.140 Gulden a Konrad Stürtzel von Buchheim, su canciller, con la condición que debería mantener dentro del Vogtei los derechos del Landvogt. Dos años después, surgió una demanda entre Konrad y los ciudadanos de Kaysersberg; la corte de Innsbruck resolvió la dificultad ordenando a Konrad vivir en el castillo y mantener un personal suficiente.
En 1517, el derecho de recompra fue concedido a Konrad Polsnitzer, administrador de las minas metalíferas de las provincias anteriores de la Casa de Austria.
Tres años después, por cartas fechadas en Brumat, el 4 de septiembre, el emperador Carlos V dio el mismo derecho a Hieronymus Prunner, su castellano (Burgvogt) en Breisach.

### Retorno del Reichsvogtei a los Palatinos
Cuando Carlos V y Fernando I entregaron el Reichsvogtei de Kaysersberg y el Landvogtei a los Palatinos, el primero fue dado en carácter de prenda a Georg Gerhard, a quien sucede el conde Georg von Erbach, en 1535. El Elector palatino había concedido a este último la posesión del Reichsvogtei por veinte años y mediante la suma de 8.020 Gulden.
En 1541, el Elector Luis consiente que esta hipoteca pase del conde de Erbach a Wilhelm II, conde de Rappoltstein, por el resto de la concesión. Dos años después surge entre Wilhelm y el obispo de Basilea un juicio en relación con el legado de Türckheim.
Entonces el Untervogt de Kaysersberg era Michel Schirm.
En 1562, Egenolf III von Rappolstein, titular del Reichsvogtei, citó en Haguenau y por distintos motivos a la ciudad de Kaysersberg en presencia del barón  Nikolaus von Bollweiler, Unterlandvogt de Haguenau, y sus consejeros, y pidió al Schultheiß, Melchior Pantaleon, y a su Untervogt en Kaysersberg, Paul Stoffel, apoyar sus declaraciones. Por fin, el 17 de noviembre, se convino que los burgueses obedecerían al magistrado, los extranjeros al Vogt y que este último percibiría una parte de las multas. Al año siguiente, el Landvogt felicita a Egenolf por haber destituido a su Untervogt en Münster, hombre conflictivo.
En 1564, el senado de Kaysersberg invita a Egenolf a colocar un Untervogt en el castillo de la ciudad. Egenolf respondió que no necesitaba un lugarteniente, puesto que él mismo cumplía con el cargo de Vogt, pero que sin embargo les daría uno que velaría atentamente por ellos y castigaría sus costumbres.
Cuando la Casa de Austria recompró el Vogtei por 11.020 Gulden de oro, Johann Wellinger, en 1571, y después de él, Johann Baptist Gebweiler fueron los administradores en nombre del archiduque Fernando.

### Período austríaco - La familia Schwendi

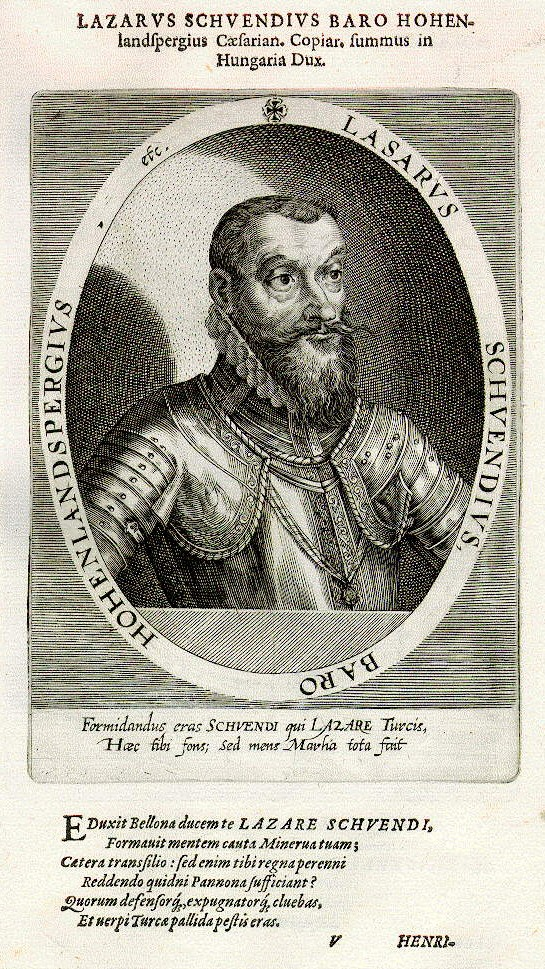
Lazarus von Schwendi, Reichsvogt de Kaysersberg

En el mes de septiembre de 1573, el archiduque Fernando otorgó en carácter de prenda por veinte años este Reichsvogtei con todos sus ingresos a Lazarus von Schwendi, Reichsfreiherr von Hohenlandsberg, su consejero y Burgvogt de Breisach, e informó por escrito de esta cesión a las ciudades y pueblos dentro del Vogtei, así como a su Untervogt de Kaysersberg, Johann Baptist Gebweiler.
El  22 de enero del año siguiente, Wilhelm, hijo de Lazarus, tomó posesión de este compromiso en nombre de su padre, en presencia de los consejeros imperiales del Landvogtei de Haguenau y de la Regencia austríaca de Ensisheim. Poco después, se propuso reparar el castillo de Kaysersberg. Los súbditos del Reichsvogtei fueron llamados a contribuir con los costos. El 8 de septiembre de 1580, el archiduque Fernando extendió la duración de la cesión a cien años en tanto el Landvogtei de Alsacia estuviera en manos de la Casa de Austria.
En 1583, Johann Wilhelm von Schwendi hizo concesiones a la ciudad de Kaysersberg sobre algunos derechos del Reichsvogtei, en las causas civiles y criminales.
En 1606, el emperador Rodolfo II nombró a su hermano Maximiliano Landvogt de Alsacia; Maximiliano dio el Unterlandvogtei al conde Rudolf von Sulz; quien instituyó a Wilhelm von Schwendi Reichsvogt de Kaysersberg, y Schwendi a su turno hizo a Samson Offinger su Schultheiß y a Friedrich Zorndörfer su Untervogt en Kaysersberg.
En 1609 murió Johann Wilhelm von Schwendi, dejando por heredera a una hija, Helene Eleonore von Schwendi, quien aportó a su marido, el conde Jakob Ludwig von Fürstenberg, el señorío de Landsberg y el Reichsvogtei de Kaysersberg, uno a título de feudo, el otro como prenda de la Casa de Austria.
El 24 de octubre de 1616, el Unterlandvogt de Alsacia, Ludwig von Fürstenberg, fue nombrado por el presidente de la Regencia (Statthalter) de Ensisheim, Hans Christoph von Stadion, y en nombre de su señor, Vogt del castillo de la ciudad de Kaysersberg.
A la muerte de Fürstenberg, el barón Philipp Nikolaus von Leyen, segundo marido de Helene Eleonore von Schwendi, hizo pasar a su familia el Reichsvogtei de Kaysersberg.

### Período francés - Fin del Reichsvogtei
Pero cuando el término de cien años, que estableció la concesión para Schwendi y sus herederos, expiró en 1674, este Reichsvogtei pasó a través del beneficio de Luis XIV a François Demadrys, Intendente en Dunkerque (Flandes marítimo), quien había sucedido a su padre, en 1668, en la Regencia de Ensisheim. Esta cesión fue convertida por el Rey en una oficina hereditaria, 18 de junio de 1697.
En 1710, François Demadrys murió sin hijos y tuvo por herederos a su hermana y al marido de la misma, Joseph de Péchery. El Rey le confirmó en esta sucesión el 16 de febrero.
Joseph de Péchery murió en el mes de abril de 1733 y fue sucedido por Antoine-Alexis (II) Tranchant de la Verne, «comte de Borrey», único heredero, y quien adquirió el Reichsvogtei de Kaysersberg.
El Reichsvogtei de Kaysersberg estuvo en manos del conde de Borrey, hasta el mes de septiembre de 1739, cuando Luis XV confirió el feudo masculino al barón François-Antoine d'Andlau. El resultado fue un proceso judicial. El conde de Borrey se apoyó en las «lettres-patentes» que Demadrys había obtenido en 1697. Pero le opusieron otras «lettres» en las que el carácter hereditario de las oficinas había sido suprimido en 1719, y todo el estado de cosas volvía como estaba antes de 1693. El barón de Andlau habiendo así ganado la causa, entró en disfrute del Reichsvogtei, y obtuvo, en 1755, que la sucesión de su feudo se extendiera a su hermano François-Éléonor, «mestre de camp des armées du roi» y a sus herederos varones. 
François-Éléonor obtuvo, en 1750 el título de conde y murió en 1763. Su hijo mayor Louis cayó, en 1760, en el campo de batalla. Así, a la muerte del barón François-Antoine d'Andlau, en 1786, el Reichsvogtei pasó al segundo hijo de François-Éléonor, François-Antoine, «comte d'Andlau», embajador de Luis XVI en Bruselas. El 8 de octubre de 1787, el conde de Andlau prestó juramento como Reichsvogt en la ciudad de Kaysersberg. Su Untervogt fue M. Dupont.

## Listado de los Reichsvögte de Kaysersberg
| Reichsvogt | Bajo el Landvogtei de                                                            | Mandato   |
| --- | -------------------------------------------------------------------------------- | --------- |
| Ritter von Steinung\| Prenda (Pfandlehen) en propiedad del rey Juan I de Bohemia 1330-1336 \| style="text-align:center" style="background: LightSteelBlue" \| 1330-1336 |                                                                                  |           |
| Hubart von Elter\|Bajo el Elector palatino Rodolfo 1336-1348 \| style="text-align:center" style="background: LightSteelBlue" \| 1336-1348                               |                                                                                  |           |
| Burkhard Münch von Basel | Prenda (Pfandlehen) en propiedad de Burckhard Münch von Basel 1348-1349          | 1348-1349 |
| Hubart von Elter | Bajo el duque Wenzel I von Luxemburg -1408                                       | 1367-1377 |
| Hessemann Stamler | Bajo el duque Wenzel I 1408-1504                                                 | 1371-1383 |
| Jakob Lerch von Dirmstein | A la muerte del duque Wenzel I cayó nuevamente al Imperio 1383- ?                | 1399      |
| Edelknecht Eberhard von Ramberg | Bajo la Casa de Luxemburgo -1408                                                 | 1402      |
| Hans von Königsbach | Bajo el Reichslandvogtei del Palatinado electoral 1408-1504                      | 1409-1413 |
| Heinrich von Gertringen \| Bajo el Reichslandvogtei del Palatinado electoral 1408-1504                                                                                  | 1413-1438                                                                        |           |
| Siegfried von Oberkirch \| Bajo el Reichslandvogtei del Palatinado electoral 1408-1504                                                                                  | 1442-1445                                                                        |           |
| Ritter Stephan von Bayern | Bajo el Reichslandvogtei del Palatinado electoral 1408-1504                      | 1445-1452 |
| Kaspar Beger\| Bajo el Reichslandvogtei del Palatinado electoral 1408-1504                                                                                              | 1452-1462                                                                        |           |
| Ritter Hans von Landsberg \| Bajo el Reichslandvogtei del Palatinado electoral 1408-1504                                                                                | 1462-1477                                                                        |           |
| Heinrich von Rathsamhausen\| Bajo el Reichslandvogtei del Palatinado electoral 1408-1504                                                                                | 1477-1580                                                                        |           |
| Lütelmann von Rathsamhausen | Bajo el Reichslandvogtei del Palatinado electoral 1408-1504                      | 1480-1504 |
| Konrad Stürtzel von Buchheim | Bajo el dominio de Austria Anterior en propiedad de la Casa de Austria 1504-1535 | 1505-1509 |
| Konrad Stürtzel von Buchheim, der Jüngere | Bajo el dominio de Austria Anterior en propiedad de la Casa de Austria 1504-1535 | 1509-1517 |
| Konrad Polsnitzer | Bajo el dominio de Austria Anterior en propiedad de la Casa de Austria 1504-1535 | 1517-1520 |
| Hieronymus Prunner | Bajo el dominio de Austria Anterior en propiedad de la Casa de Austria 1504-1535 | 1520-1524 |
| Georg Gerhard | Bajo el dominio de Austria Anterior en propiedad de la Casa de Austria 1504-1535 | 1524-1535 |
| Graf Georg von Erbach | Bajo el segundo Reichslandvogtei del Palatinado electoral 1535-1565              | 1535-1541 |
| Wilhelm II von Rappoltstein | Bajo el segundo Reichslandvogtei del Palatinado electoral 1535-1565              | 1541-1548 |
| Georg / Egenolf III von Rappoltstein | Bajo el segundo Reichslandvogtei del Palatinado electoral 1535-1565              | 1548-1565 |
| Wilhelm Wellinger von Fechingen | Bajo el dominio de Austria Anterior en propiedad de la Casa de Austria 1565-1648 | 1566-1571 |
| Johann Wellinger | Bajo el dominio de Austria Anterior en propiedad de la Casa de Austria 1565-1648 | 1571-1573 |
| Lazarus von Schwendi | Prenda (Pfandlehen) en propiedad de la familia Schwendi 1573-1674                | 1573-1583 |
| Johann Wilhelm von Schwendi | Prenda (Pfandlehen) en propiedad de la familia Schwendi 1573-1674                | 1583-1609 |
| Helene Eleonore von Schwendi | Prenda (Pfandlehen) en propiedad de la familia Schwendi 1573-1674                | 1609-1616 |
| Jakob Ludwig von Fürstenberg | Prenda (Pfandlehen) en propiedad de la familia Schwendi 1573-1674                | 1616-1628 |
| Franz Karl von Fürstenberg | Prenda (Pfandlehen) en propiedad de la familia Schwendi 1573-1674                | 1628-1636 |
| Philipp Nikolaus von Leyen | Prenda (Pfandlehen) en propiedad de la familia Schwendi 1573-1674                | 1636-1639 |
| Philipp Eustachius Freiherr von und zu Hattstein | Prenda (Pfandlehen) en propiedad de la familia Schwendi 1573-1674                | 1639-1645 |
| Philipp Nikolaus von Leyen | Prenda (Pfandlehen) en propiedad de la familia Schwendi 1573-1674                | 1645-1658 |
| Gräfin Helene Eleneore von Schwendi | Prenda (Pfandlehen) en propiedad de la familia Schwendi 1573-1674                | 1658-1671 |
| Franz von Schwendi | Prenda (Pfandlehen) en propiedad de la familia Schwendi 1573-1674                | 1671-1674 |
| François Demadrys | Bajo el protectorado del Rey de Francia 1674-1789                                | 1674-1710 |
| Joseph de Péchery | Bajo el protectorado del Rey de Francia 1674-1789                                | 1710-1719 |
| Antoine-Alexis Tranchant (II) | Bajo el protectorado del Rey de Francia 1674-1789                                | 1719-1739 |
| François-Antoine d’Andlau | Bajo el protectorado del Rey de Francia 1674-1789                                | 1739-1786 |
| François-Antoine d’Andlau | Bajo el protectorado del Rey de Francia 1674-1789                                | 1786-1789 |